# هانس باير (لاعب جمباز فني)
هانس باير (بالنرويجية البوكمول: Hans Beyer)‏ هو لاعب جمباز فني نرويجي، ولد في 23 أغسطس 1889 في برغن في النرويج، وتوفي في 15 مايو 1965 في مو إي رانا في النرويج.

## وصلات خارجية
- هانس باير على موقع أوليمبيديا (الإنجليزية)